# Ministri del Welfare dell'Islanda
Lista dei Ministri del Welfare dell'Islanda (in islandese:Ráðherrar Vinnumálastofnun). Attualmente il Ministero è retto da due ministri, uno con delega agli Affari Sociali e della Casa e l'altro con delega alla Salute.

## Lista

### Ministri del Welfare (1 gennaio 2011 – presente)
| N. | Ministro | Ministro | Ministro                                                          | Inizio         | Fine           | Durata mandato                         | Partito politico           | Governo                   |
| 1  |          |          | Guðbjartur Hannesson (1950–)                                      | 1 gennaio 2011 | 23 maggio 2013 | 2 anni, 4 mesi, 22 giorni (873 giorni) | Alleanza Socialdemocratica | Governo Sigurðardóttir II |
| 2  |          |          | Eygló Harðardóttir (1972–) Delega agli Affari Sociali e alla Casa | 23 maggio 2013 | in carica      | In carica                              | Partito Progressista       | Governo Gunnlaugsson      |
| 2  |          |          | Kristján Þór Júlíusson (1957–) Delega alla Salute                 | 23 maggio 2013 | in carica      | In carica                              | Partito dell'Indipendenza  | Governo Gunnlaugsson      |